# Chrysotus pennatus
Chrysotus pennatus är en tvåvingeart som beskrevs av Robert W. Lichtwardt 1902. Chrysotus pennatus ingår i släktet Chrysotus och familjen styltflugor. Inga underarter finns listade i Catalogue of Life.